# Бранденбургское епископство
Бранденбургское епископство (лат. Episcopatus Brandenburgensis или Dioecesis Brandenburgensis, нем. Bistum Brandenburg) — римско-католическая (с 1530 года лютеранская) епархия, созданная королём Оттоном I в 948 году к востоку от Эльбы на территории Саксонской Восточной марки Восточно-Франкского королевства. С 968 году в составе архиепархии-митрополии Магдебурга.
Княжество-епископство Бранденбург (нем. Hochstift Brandenburg) появилось в период с 1161 по 1165 годы и было секуляризировано Бранденбургом в 1571 году. Из-за соседства с маркграфством Бранденбург в одном городе, епископству не удавалось получить контроль над значительной территорией. Собор с домом капитула, окружённые другими церковными учреждениями и постройками, были расположены на так называемом Соборном острове (нем. Dominsel), имевшем экстерриториальный статус (нем. Domfreiheit, букв. «соборная свобода»). Только после 1928 года этот район был официально присоединён к городу.

## История
Зимой 928 года Генрих I, правитель Восточно-Франкского королевства, захватил одну из основных крепостей славян на Эльбе — Бранибор. На её месте Оттоном I, стремящимся христианизировать земли полабских славян (венды) с целью их присоединения к королевству, было основано Бранденбургское епископство. Основополагающий документ епархии датирован 1 октября 948 года, хотя некоторые исследователи сомневаются в точности этой даты. Так, например, хронист Титмар Мерзебургский упоминает в качестве времени основания 938 год. Согласно «Саксонскому анналисту» епископство было основано в 949 году. Так же епископство могло образоваться в ходе разделения Саксонской Восточной и появления марки Северной Саксонии после смерти маркграфа Геро I в 965 году.
Первоначально Бранденбургское епископство было включено в состав архиепархии-митрополии Майнца, в 968 году было передано под протекцию Магдебургского. Во время Славянского восстания 983 года, епископства восточнее Эльбы (Бранденбургское и Хафельбергское) были разграблены и уничтожены лютичами. Бранденбургские епископы продолжали назначаться, но были титулярными, проживали в Макдебурге или выполняли роль ауксилиариев на западе империи. Только спустя более 200 лет, после окончательного подчинения венедов маркграфом Альбрехтом Бранденбу́ргским в XII веке, епархия была восстановлена немецкими переселенцами.
Виггар, Бранденбургский епископ с 1138 по 1160 годы и приверженец Норберта Ксантенского, стал первым Бранденбургских епископов из ордена Премонстрантов. Им были заложены и построены премонстрантский монастырь в Лейцкау (сейчас это территория города Гоммерн в Саксонии-Анхальт), ставший временной кафедрой епархии, и, по просьбе стодорянского князя Прибыслава-Генриха, в славянском поселении Пардуин церковь святого Петра (сейчас это церковь Святого Годехарда в современном Бранденбурге-на-Хафеле, находится в районе Старый город). В 1147 году Виггор вместе с епископами Фридрихом Магдебургским и Ансельмом Хафельбергским принимал участие в крестовом походе против язычников, проживающих на севере (ободриты и вагры).
В 1161 году преемник Вигора, епископ Уильям (1160—1173), организовал переезд кафедры епархии и строительство монастырского комплекса с резиденцией епископа на Соборном острове (современный район Дом), где в 1165 году на фундаменте крепости Бранибор началось строительство Кафедрального собора святых Петра и Павла, который существует до сих пор и называется «колыбелью Бранденбурга». Включение в орден Премонстрантов было официально подтверждено папой Климентом III в 1188 году.

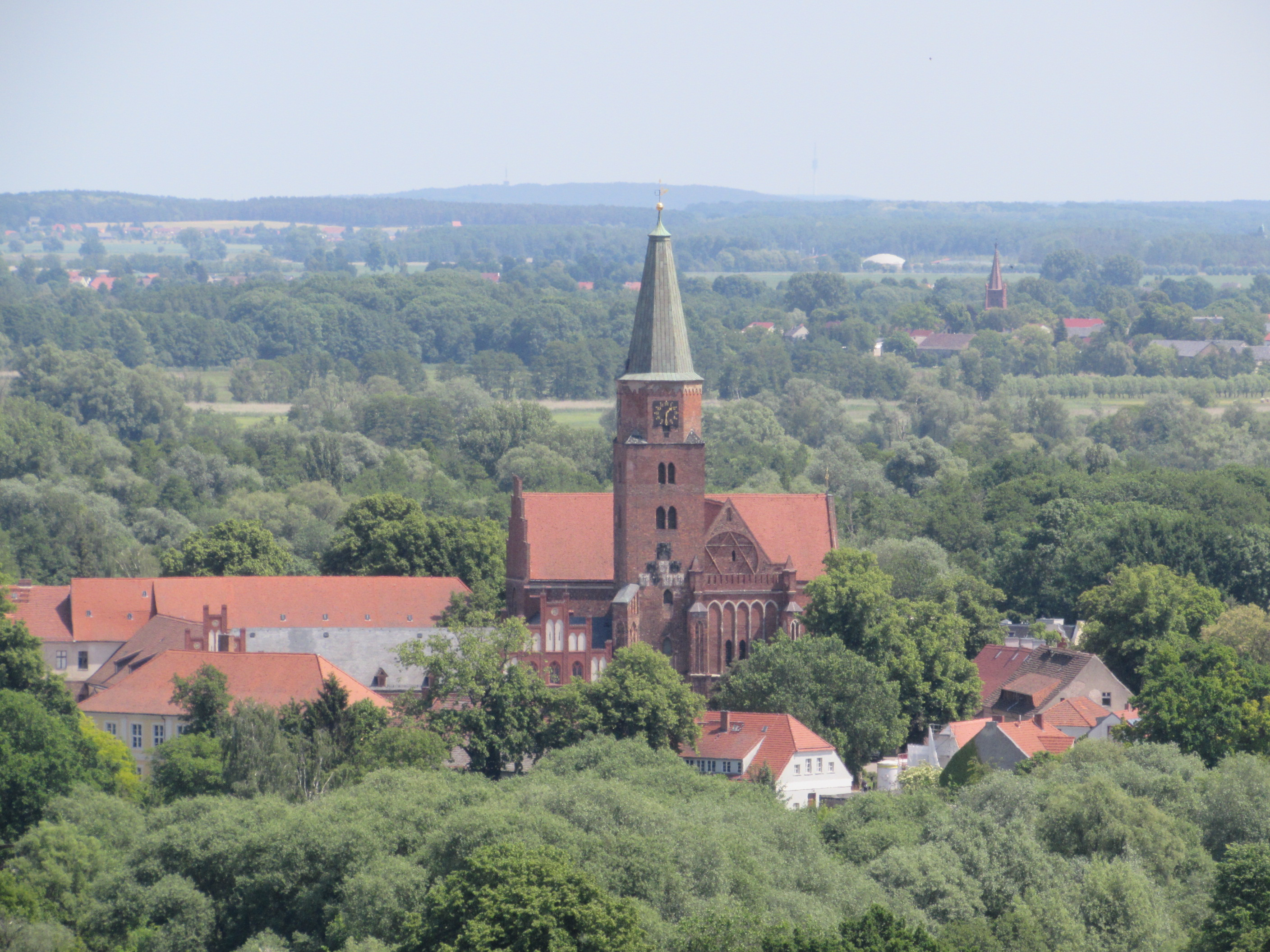
Монастырский комплекс с собором Святых Петра и Павла на Соборном острове.

Помимо резиденции на Соборном острове Бранденбургские епископы имели дополнительные: в замке Циезар в Циезаре и замке Прицербе в Прицербе. С 1216 по 1265 годы основным местом жительства епископа и административными центром епархии был замок Прицербе, а с 1327 года — Циезар. При необходимости возвращения в Бранденбург и проведения каких-либо религиозных церемоний, епископы справляли их в церкви Святого Годехарда, выполнявшей функции кафедрального собора, пока не был завершён собор Петра и Павла.

### Реформация
На 1500 год епархия Бранденбургского епископства простиралась на большую часть Миттельмарка (территория Бранденбургской марки между Эльбой и Одрой)), части Магдебургского архиепископства, Анхальта, Саксен-Виттенберга и всё княжество-епископство Бранденбург. Епархия насчитывала около 18 штаб-квартир (резиденций) с более чем 285 церквями.
Известно, что в 1517 году Мартин Лютер отправил копии своих тезисов архиепископу Майнца и Иерониму Шульцу, епископу Бранденбурга (1507—1520), но центром реформации Бранденбург не стал. Первым лютеранским епископом стал Матиас фон Ягов (с 1526 по 1544 годы), бывший сторонником протестантской реформации и ставший одним из самых влиятельных людей при дворе курфюрста Бранденбурга Иоахима II Гогенцоллерна. В 1560 году большая часть церковного имущества епископства, включая замок Циезар, которые были переданы регенту Иоганну Георгу, сыну Иоахима II и будущему курфюрсту Бранденбурга. Секуляризация официально завершилась в 1571 году, хотя ещё некоторое время (до 1598 года) длилось судебное разбирательство, чтобы подтвердить имперский статус княжеского епископства в пределах империи, тем самым сохранив епархию.